# Josef Karl Mayr (Funktionär)
Josef Karl Mayr (* 8. Juni 1900 in Goldwörth; † 19. März 1979) war ein österreichischer Beamter und Agrarfachmann, der unter anderem von 1938 bis zum Anschluss Österreichs, sowie von 1945 bis 1967 Kammeramtsdirektor der oberösterreichischen Landwirtschaftskammer war.

## Leben und Wirken
Josef Karl Mayr wurde am 8. Juni 1900 als Sohn des Gutsbesitzers Josef Mayr und dessen Ehefrau Maria (geborene Malfert) in der kleinen Gemeinde Goldwörth im oberen Mühlviertel geboren und am folgenden Tag getauft. Nach dem Besuch der Volksschule in Feldkirchen an der Donau wechselte er ans Gymnasium in Wilhering und danach ans Staatsgymnasium Linz, an dem er im Jahre 1918 maturierte. In weiterer Folge begann Mayr ein Studium der Landwirtschaft an der Hochschule für Bodenkultur Wien, das er im Jahre 1923 als Dipl.-Ing. abschloss. Während seiner Studienzeit kam er in Kontakt mit der im Jahre 1900 gegründeten KÖStV Kürnberg, einer farbentragenden und nichtschlagenden Studentenverbindung und Mitglied des Österreichischen Cartellverbandes (ÖCV), deren Mitglied er am 28. Februar 1919 wurde und den Couleurnamen Fridolin erhielt.
Nach Beendigung seines Studiums trat Mayr in den Dienst der oberösterreichischen Landwirtschaftskammer, wo er anfangs in der Pflanzenbauinspektion tätig war. Im Laufe der Jahre stieg der Agrarfachmann in höhere Positionen auf und wurde im Jahre 1938 zum Kammeramtsdirektor ernannt. Nach dem Anschluss Österreichs wurde er jedoch wieder von diesem Posten entfernt und erhielt stattdessen eine untergeordnete Stellung des sogenannten Reichsnährstandes abgeschoben. Im Jahre 1944 wurde Mayr in den Kriegsdienst versetzt und als Kraftfahrer zur Wehrmacht eingezogen. Nach dem Zweiten Weltkrieg wurde Mayr als Kammeramtsdirektor der oberösterreichischen Landwirtschaftskammer rehabilitiert und war in dieser Position bis zu seiner Pensionierung am 1. Dezember 1967 tätig. Während seiner Amtszeit erhielt er den Amtstitel Hofrat verliehen. Zeitlebens wurde er auch mehrfach geehrt und war unter anderem Träger des Goldenen Ehrenzeichens für Verdienste um die Republik Österreich, sowie Ehrenbürger der Gemeinde Feldkirchen an der Donau.
Am 19. März 1979 starb Mayr im Alter von 78 Jahren. Verheiratet war er seit 25. November 1925 mit Anna Lechner (1903–1983); aus dieser Ehe entstammten die Kinder Anna (1927–1991), Erika (* 1931) und Josef (* 1934). Sowohl sein Sohn Josef, als auch sein Enkelsohn Josef sind Mitglied des Kürnberg; Sohn Josef war bis zu seiner Pensionierung im Jahre 1995 ebenfalls Landwirtschaftsdirektor in Oberösterreich.